# Stromatopteris moniliformis
Stromatopteris moniliformis är en ormbunkeart som beskrevs av Georg Heinrich Mettenius. Stromatopteris moniliformis ingår i släktet Stromatopteris och familjen Gleicheniaceae. Inga underarter finns listade.